# Ethelsville
Ethelsville – miasto w Stanach Zjednoczonych, w stanie Alabama, w hrabstwie Pickens. W roku 2023 miasto zamieszkiwało 50 osób, a gęstość zaludnienia wynosiła 33,3 osoby/km².